# 錢凱巴尼奧斯區
錢凱巴尼奧斯區（西班牙語：Distrito de Chancaybaños），是秘魯的一個區，位於該國北部卡哈馬卡大區的聖克魯斯省，始建於1942年9月18日，面積120平方公里，海拔高度1,625米，2005年人口3,942，人口密度每平方公里33人。